# 루카스 메르텐스 (수영 선수)
루카스 메르텐스(독일어: Lukas Märtens, 2001년 12월 27일~)는 독일의 수영 선수로 주 종목은 자유형이다. 2024년 하계 올림픽에서 남자 자유형 400m 종목 금메달을 획득했다.

## 경력
2001년 마그데부르크에서 태어났다.
2018년에 독일 주니어 수영 국가대표가 되었으며 그 해 7월에 핀란드 헬싱키에서 열린 유럽 주니어 선수권 대회에 참가했다. 그는 200m 자유형 종목에서 15위에 올랐다. 이듬해인 2019년 7월에는 러시아 카잔에서 열린 유럽 주니어 선수권 대회에서 자유형 계영과 혼성 혼계영 종목에서 독일팀의 은메달 획득에 기여했다. 8월에 헝가리 부다페스트에서 열린 2019년 세계 주니어 선수권 대회에 출전했다.
2019년 10월 베를린에서 열린 수영 월드컵에 참가하면서 독일 국가대표 데뷔 경기를 가졌다. 그는 자유형 200m, 400m, 1500m 세 경기 모두 결승에 올랐으며 배영 200m에서도 결승에 진출했다. 이후 2019년 12월에는 영국 글래스고에서 열린 2019년 유럽 쇼트 코스 선수권 대회에 참가했다.
2021년 8월에는 일본 도쿄에서 열린 2020년 하계 올림픽에서 200m, 400m, 1500m 자유형에 참가했다. 또한 헤닝 뮐라이트너, 야코프 하이트만, 폴 첼만 등과 함께 800m 자유형 계영 결승에 진출했다.
2022년 6월에는 부다페스트에서 열린 2022년 세계 선수권 대회에 참가했다. 메르텐스는  대회 첫 경기인 400m 자유형에서 3분 42.85초의 기록으로 오스트레일리아의 일리이자 위닝턴의 뒤를 이어 은메달을 획득했다. 또한 200m 자유형과 1500m 자유형 경기에서 결승 진출에 성공하여 각각 7위와 4위에 올랐다. 같은 해 8월 이탈리아 로마에서 열린 2022년 유럽 선수권 대회에 참가했고 400m 자유형에서  3분 42.50초의 대회 신기록으로 스위스의 안토니오 자코비치와 대표팀 동료인 뮐라이트너를 누르고 금메달을 획득했다. 또한 800m 자유형 종목에서도 결승 진출에 성공하여 은메달을 획득했다.
2023년 7월에는 일본 후쿠오카에서 열린 2023년 세계 선수권 대회 400m 자유형에서 3분 42.20초의 기록으로 오스트레일리아의 새뮤얼 쇼트와 튀니지의 아흐마드 하프나위의 뒤를 이어 동메달을 획득했다. 이듬해인 2024년 카타르 도하에서 열린 2024년 세계 선수권 대회에서도 3분 42.96초의 기록으로 대한민국의 김우민과 오스트레일리아의 위닝턴의 뒤를 이어 400m 자유형에서 동메달을 획득했다.
2024년 7월 프랑스 파리에서 열린 2024년 하계 올림픽 자유형 400m 경기에서 3분 41.78초의 기록으로 위닝턴과 김우민을 꺾고 금메달을 획득했다.

## 개인사
여동생인 레오니 메르텐스도 수영 선수이다.